# 线膛炮
线膛炮是炮身管内壁有膛线的火炮。发射时弹丸沿炮膛膛线旋转前进，出炮口后具有一定的转速，可以保持稳定飞行。

## 概要
线膛炮的炮弹均为从炮尾部装填，射程、射速和射击精度等皆优于滑膛炮。由於弹带和膛线密合，可防止火药燃气泄露，保证火药燃气对弹丸有足够的推力，以增大射程和提高射击的密集度。
线膛炮的出现是火炮制造技术上的重大发展，对炮兵射击的发展产生了重要影响。现代火炮如榴弹炮、加农炮等大多为线膛炮。